# Elevator Baby
Elevator Baby es una película nigeriana de suspenso de 2019 dirigida por Akay Mason y producida por Niyi Akinmolayan bajo su compañía Anthill Studios. Está protagonizado por Toyin Abraham, Timini Egbuson, Sambasa Nzeribe, Samuel Olatunji, Emem Ufot y Shafy Bello. Se encuentra entre las películas nigerianas más taquilleras de 2019.

## Sinopsis
Dare (Timini Egbuson) es un graduado de ingeniería y desempleado cuyo padre murió en un accidente automovilístico. Bebe, pasa tiempo con sus amigos y no agradece el apoyo económico de su madre. De camino a una entrevista de trabajo, entra en un ascensor con Abigail (Toyin Abraham), una trabajadora doméstica pobre y embarazada. Después de un corte de energía, el ascensor se detiene mientras el bebé de Abigail está por nacer.

## Elenco
- Toyin Abraham como Abigail[5]
- Timini Egbuson como Dare[6]
- Shafy Bello como la Sra. Williams
- Yemi Solade como médico
- Sambasa Nzeribe como Stevo
- Samuel A. Perry como Taju
- Emem Ufot como Jide
- Ijeoma Aniebo como Nana

## Recepción
Recibió críticas positivas. Se elogiaron su cinematografía, iluminación y la actuación de Abraham y Egbuson. Nollywood Reinvented destacó las dificultades de actuación de Timini y elogió la capacidad de Abraham para sobrellevar la película, afirmando que era divertida de ver. Afrocritik la calificó con un 6.2 / 10 y señaló que la historia no es cautivadora pues lucha por llegar a la línea de meta y solo se salva con las actuaciones del elenco.